# Водвиљ
Водвиљ је краћи комични позоришни комад без великог заплета, проткан куплетима - шаљивим монолозима и призорима у којима се изводе популарне мелодије. Појмом водвиљ означава се и позориште у којем се изводе овакви комади. Писац водвиља назива се водвиљист(а)
Појам водвиљ првенствено је означавао врсту народне песме сатиричне садржине у француској. Етимолошки, француски израз vaudeville настао је од израза vau-de-vire према долини Вире у Нормандији где је та врста песме била веома популарна, или од израза voix de ville (градски гласови) који се употребљавао у Молијерово доба.

## Настанак
Водвиљ води порекло од световних напева налик шансонама, а у 16. веку често се изводио и као плес. Временом се у водвиљ додаје и говорни текст и постепено се занемарује музика, односно поетски стил изражавања. Тиме почиње све више да личи на весели комад заснован на комичним ситуацијама, у циљу да се гледаоци што више насмеју и забаве, па на прелазу 17. у 18. век налази примену и у позоришту. У пародијама опера или комедијама са музичким нумерама, које су у 18. веку. прерасле у комичну оперу (opéra comique), у завршници се изводи водвиљ-финале у којем глумци певајући износе поуку комада.

## Развој
Водвиљ је временом истиснут из комичне опере, али се задржао у популарном позоришту Европе и САД до половине 20. века и постао је синоним за музичко-сценски комад са популарним музичким нумерама. Развивши се у сатирично позоришно дело, водвиљ се изводио на париским булеварским позорницама (Théâtre du Vaudeville, основан 1791). По узору на француску слична сценска дела стварана су и у другим земљама, нарочито у Енглеској и Америци, гдје је водвиљ добио изразито забавни ревијски карактер.
Познати писци водвиља су: Жорж Фејдо (Не шетај се гола), Ежен Лабиш, а чак се и Жил Верн, који је своју књижевну каријеру је започео као позоришни писац, опробао у писању ове врсте позоришног дела. Водвиљ као форма није напуштен ни у 20. веку, па је тако француски драмски писац Робер Тома (Robert Thomas, 1927–1989), познат по својим криминалистичких комедијама, написао криминалистички водвиљ Неочекивани пријатељ.

## Водвиљ у Србији
Водвиљ се као драмска форма код нас данас ређе користи, али је почетком 20. века био веома популаран међу комичарима. У српску драмску књижевност увео га је Коста Трифковић и тиме, према речима Јована Христића, извршио малу револуцију у историји наше драмске књижевности:
| „ | (Коста Трифковић је у књижевност) увео оно што је до њега било углавном изван књижевности, односно да је од најбаналније забаве начинио драмску књижевност, исто онако као што су то у историји француске драме учинили мајстори водвиља као што су Лабиш или Фејдо. | ” |